# Schiedeella llaveana
Schiedeella llaveana är en orkidéart som först beskrevs av John Lindley, och fick sitt nu gällande namn av Rudolf Schlechter. Schiedeella llaveana ingår i släktet Schiedeella och familjen orkidéer.

## Underarter
Arten delas in i följande underarter:
- S. l. llaveana
- S. l. szlachetkoana
- S. l. alinae
- S. l. guerrerensis